# Kauko Wahlsten
Kauko Wilhelm Wahlsten (født 9. december 1923, død 9. maj 2001) var en finsk roer.
Wahlsten deltog sammen med fætrene Veikko og Oiva Lommi samt Lauri Nevalainen i OL 1952 i Helsinki i firer uden styrmand. Den finske båd blev nummer to i indledende heat, men nummer fire og sidst i semifinalen. Derpå vandt de deres semifinaleopsamlingsheat og kvalificerede sig dermed til finalen. Her var den jugoslaviske båd hurtigst og vandt guld foran Frankrig, der fik sølv, mens finnerne blev nummer tre og dermed vandt den første finske medalje i roning i den olympiske historie.

## OL-medaljer
- 1952:  Bronze i firer uden styrmand